# Ernst-Otto Riecken
Ernst-Otto Riecken (* 23. Mai 1932 in Kiel) ist ein deutscher Internist und Hochschullehrer. Von 1998 bis 2000 war er Ärztlicher Direktor  des Universitätsklinikum Benjamin Franklin der Freien Universität Berlin.

## Werdegang
Ernst-Otto Riecken studierte Medizin in Kiel und Freiburg. Er wurde nach Ausbildungsstationen in Hamburg, Besançon (Frankreich), Tübingen und London 1975 zum Professor an die Universität Marburg berufen.
Nach Berlin wechselte er 1978, wo er am Klinikum Steglitz (heute Universitätsklinikum Benjamin Franklin) eine Professur mit dem Schwerpunkt Gastroenterologie annahm. Von 1980 bis 1982 und erneut von 1993 bis 1998 war Prof. Dr. Riecken Geschäftsführender Direktor der Medizinischen Klinik am Universitätsklinikum Benjamin Franklin. Von 1998 bis zu seiner Emeritierung 2000 war er Ärztlicher Direktor des Klinikums.
Riecken hat mit seiner klinischen Tätigkeit sowie zahlreichen wissenschaftlichen Arbeiten auf dem Gebiet der Magen-Darm-Erkrankungen große Verdienste erworben.

## Auszeichnungen (Auswahl)
- 2002:Thannhauser Medaille
- 2003: Bundesverdienstkreuz am Bande